# Genidens
Genidens — рід риб з родини Арієві ряду сомоподібних. Має 4 види.

## Опис
Загальна довжина представників цього роду коливається від 35 до 120 см. Голова витягнута, коротка. Очі невеличкі. Біля кінця морди є 3 пари вусів (у різних видів довжина різна). Тулуб кремезний або подовжений. Спинний плавець не дуже довгий, з короткою основою. Грудні плавці широкі, з короткою основою. Черевні плавці маленькі. Жировий плавець невеличкий. Анальний плавець помірної довжини. Хвостовий плавець видовжений, сильно розрізаний.
Забарвлення коричневе або сріблясте з різним відтінками чи черево чорного кольору. Черево білувате.

## Спосіб життя
Три види є прісноводними, а G. macholdoi мешкає тільки в прісних водах. Активні у присмерку та вночі. Вдень ховається біля дна. Живляться водними безхребетними та рибою.
Є об'єктами комерційного рибальства.

## Розповсюдження
Мешкають біля берегів Південної Америки: від східної Бразилії до східної Аргентини. Зустрічається в басейні річки Ла-Плата.

## Види
- Genidens barbus
- Genidens genidens
- Genidens machadoi
- Genidens planifrons